# Microkayla
Microkayla es un género de anfibios anuros de la familia Craugastoridae. Las especies de Microkayla estaban anteriormente incluidas en Psychrophrynella. Las especies de este género se distribuyen por las montañas andinas del sur de Perú y norte y centro de Bolivia. Habitan entre los 2500 y los 4000 metros de altitud.

## Especies
Se reconocen las siguientes 25 especies:
- Microkayla adenopleura (Aguayo-Vedia & Harvey, 2001)
- Microkayla ankohuma (Padial & De la Riva, 2007)
- Microkayla boettgeri (Lehr, 2006)
- Microkayla chacaltaya (De la Riva, Padial & Cortéz, 2007)
- Microkayla chapi De la Riva, Chaparro, Castroviejo-Fisher & Padial, 2017
- Microkayla chaupi (De la Riva & Aparicio, 2016)
- Microkayla chilina De la Riva, Chaparro, Castroviejo-Fisher & Padial, 2017
- Microkayla colla (De la Riva, Aparicio, Soto & Ríos, 2016)
- Microkayla condoriri (De la Riva, Aguayo & Padial, 2007)
- Microkayla guillei (De la Riva, 2007)
- Microkayla harveyi (Muñoz, Aguayo & De la Riva, 2007)
- Microkayla huayna[2] De la Riva, Cortez & Burrowes, 2017
- Microkayla iani (De la Riva, Reichle & Cortéz, 2007)
- Microkayla iatamasi (Aguayo-Vedia & Harvey, 2001)
- Microkayla illampu (De la Riva, Reichle & Padial, 2007)
- Microkayla illimani (De la Riva & Padial, 2007)
- Microkayla kallawaya (De la Riva & Martínez-Solano, 2007)
- Microkayla katantika (De la Riva & Martínez-Solano, 2007)
- Microkayla kempffi (De la Riva, 1992)
- Microkayla melanocheira (De la Riva, Ríos & Aparicio, 2016)
- Microkayla pinguis (Harvey & Ergueta-Sandoval, 1998)
- Microkayla quimsacruzis (De la Riva, Reichle & Bosch, 2007)
- Microkayla saltator (De la Riva, Reichle & Bosch, 2007)
- Microkayla teqta (De la Riva & Burrowes, 2014)
- Microkayla wettsteini (Parker, 1932)